# Bir Kanduz
Bir Kanduz, także: Bir Gandus, Bir Gandouz (arab. ‏بئر كندوز‎) – niewielka miejscowość w Saharze Zachodniej, populacja nie przekracza 50 mieszkańców. W pobliżu miejscowości znajduje się przejście graniczne z Mauretanią w Al-Karkarat. Najbliższym miastem po stronie mauretańskiej jest Nawazibu.